# Csengőd
Csengőd é um município da Hungria, situado no condado de Bács-Kiskun. Tem 48,89 km² de área e sua população em 2015 foi estimada em 1.968 habitantes.